# Invazia Israelului în Fâșia Gaza din 2023
În zorii zilei de sâmbătă, 7 octombrie 2023, în timpul sărbătorii evreiești de Simhat Tora, organizațiile teroriste islamiste din Fâșia Gaza, Hamas și Jihad Islami, sub pretextul de a salvgarda Moscheea Al-Aqsa de pe Muntele Templului din Ierusalim în cadrul unei acțiuni denumite „Potopul Al Aksa”, au violat printr-un atac surpriză granița cu Israelul, au mitraliat sute de tineri care participau la un festival de muzică electronică, au ocupat și distrus numeroase localități israeliene din apropierea graniței, au masacrat peste 1300 de persoane, majoritatea civile, inclusiv copii, femei și bătrâni, au rănit circa 3000, și au răpit peste 240 persoane, inclusiv copii, femei și bătrâni. Mii de rachete, parte, artizanale și, marea majoritate, de producție iraniană au fost lansate asupra populației civile din sudul, centrul și nordul Israelului.
În următoarele zile, Israelul a fost pus in situația de a declanșa războiul de apărare, denumit al Săbiilor de fier, contra regimului terorist islamist al Hamasului din Gaza, care, folosind metode ca cele ale organizațiilor de tip Statul Islamic sau Al Qaida, îi amenință securitatea. Ofensiva israeliană continuă și astăzi.
În seara zilei de 27 octombrie 2023, Forțele de Apărare Israeliene (IDF) au lansat o invazie la scară largă în interiorul Fâșiei Gaza cu intenția de a lovi puterea militară a Hamasului, de a pune capăt dominației Fâsiei Gaza de către această organizație, și de a localiza și salva ostaticii israelieni și străini răpiți.
După datele ministerului sănătății al Hamasului, numărul victimelor din randul palestinienilor din Fâșia Gaza a ajuns la 18.000 de persoane, din care aproximativ 6000 sunt copii. Israelul a bombardat numeroase clădiri,școli ONU,tabere de refugiați, moschee și spitale, unde și-au pierdut viata mulți civili și personal auxiliar al ONU din rândurile palestinienilor.Israelul a demascat folosirea instituțiilor civile de către Hamas în scopul activităților militare și teroriste. Hamasul continuă să dețină 138 ostatici, majoritatea civili, inclusiv copii, femei, bătrâni, cărora nu li se permite primirea de vizite din partea Crucii Roșii Internaționale. Israelul este supus în același timp și la atacuri zilnice cu proiectile 
si rachete, inclusiv asupra populației civile, și din partea membrilor și aliaților Hamasului din Liban și Siria, în primul rând organizația șiită pro-iraniană Hezbollah (Partidul lui Dumnezeu), de asemenea, din partea organizatiei islamiste șiite a huthilor din Yemen, care, în plus, a amenințat prin acte de piraterie si lansări de rachete libertatea de circulație a navelor comerciale în Marea Roșie. .